# Istočnohrvatska ravnica
Istočnohrvatska ravnica, nizinski, istočni dio Istočne Hrvatske, u kojem prevladavaju lesni ravnjaci i aluvijalne ravnice (pridravska nizina Osijeka, slavonska Podravina, Baranja, vukovarski ravnjak, đakovački kraj, bosutska Posavina).
Skupa sa Zapadnoslavonskim brdsko-dolinskim prostorom, zapadnim, reljefno manje homogenim prostorom (slavonska Posavina, Požeška kotlina), čini regiju Istočnu Hrvatsku (usp. Regionalizacija Hrvatske).